# Kleopatra V
Kleopatra V Tryfaena, född 95 f.Kr, död cirka 69 f.Kr eller 57 f.Kr, var drottning i det Ptolemaiska riket i Egypten, gift med kung Ptolemaios XII Auletes. Det råder stor osäkerhet kring hennes identifikation och släktskapsförhållanden. Hon var möjligen samma person som den likaledes oklart identifierade Kleopatra VI.

## Geneologi
Kleopatra var medlem av den ptoleméiska dynastin, men det är oklart hur. Hennes far kan ha varit Ptolemaios IX Lathyros (död 81 f.Kr) eller Ptolemaios X Alexander (död 88 f.Kr), och hennes mor kan ha varit Berenike III (död 80 f.Kr) eller en okänd kvinna. Alexander avsattes 88, varpå Lathyros erövrade tronen. Han erfterträddes 81 av Berenike III, som själv mördades av Ptolemaios XI 80 f.Kr. Ptolemaios XI mördades strax därpå, och ersattes då av Ptolemaios XII Auletes, en utomäktenskaplig son till Lathyros. Beroende på om Kleopatra var dotter till Lathyros eller Alexander, var hon antingen syster (hel- eller halvsyster) eller kusin till Auletes.      

## Drottning
Kleopatra V nämns första gången 79 f.Kr, då hon gifte sig med Auletes och tillsammans med honom hyllades som Egyptens medregenter under titeln theoí Philopátores kai Philádelphoi, "Bror- och systerälskande gudar". Tio år senare, 69 f.Kr, försvinner Kleopatra V från de officiella dokumenten och inskriptionerna: året därpå finns hon inte längre omnämnd på det platser hennes namn borde ha funnits bredvid Auletes namn om de fortfarande hade varit samregenter och makar. Hon har därför antagits ha dött. Auletes bör därför ha fått sina fyra yngsta barn, däribland den berömda Kleopatra VII, med en annan hustru.  

## Kleopatra VI
År 58 f.Kr avsattes Auletes och hans dotter Berenike IV kom till makten. En inskription från 57 f.Kr nämner dock återigen en drottning Kleopatra, efter ett uppehåll på elva år. Denna Kleopatra har av historiker fått beteckningen "Kleopatra VI" och antagits vara Berenikes syster, men det är också möjligt att det handlar om samma kvinna. I sådana fall avled Kleopatra V inte år 69, utan blev endast förskjuten och avsatt. När hennes dotter avsatte hennes före detta make år 58, återkom sedan Kleopatra till makten. Detta förklarar uppehållet mellan de gånger hennes namn omnämns i inskriptionerna. Enligt Strabon hade Auletes dessutom endast tre legitima döttrar: Berenike IV, Kleopatra VII och Arsinoe IV. Inskriptionerna upphörde emellertid samma år, och Kleopatra antas därför ha dött 57 f.Kr. När Auletes återkom till makten år 55 f.Kr och avrättade Berenike, finns heller inte någon Kleopatra V eller VI nämnd.